# Gran Esfera de Coprosperitat de l'Àsia Oriental

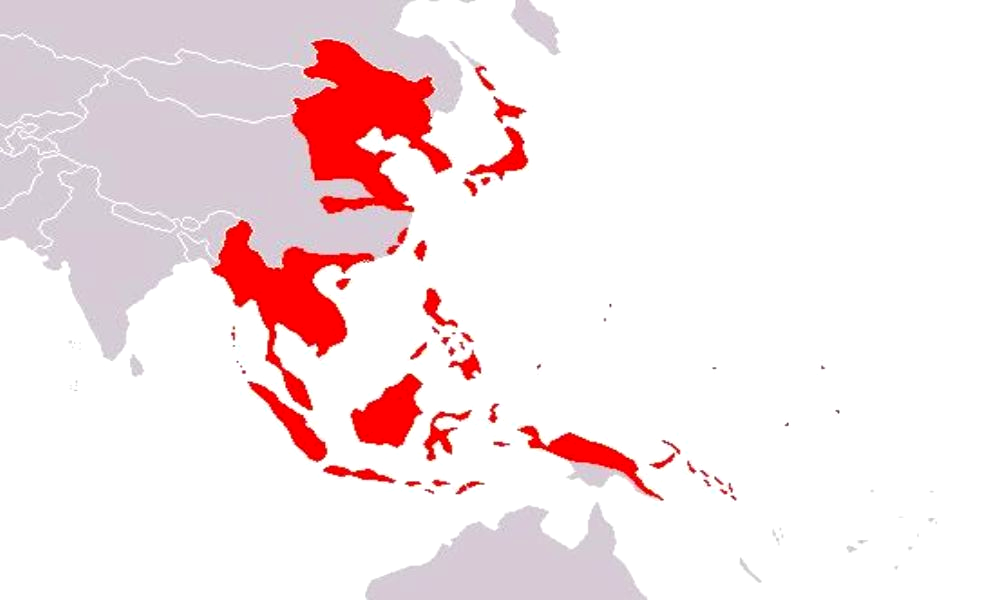
Màxima extensió de la Gran Esfera de Coprosperitat de l'Àsia Oriental

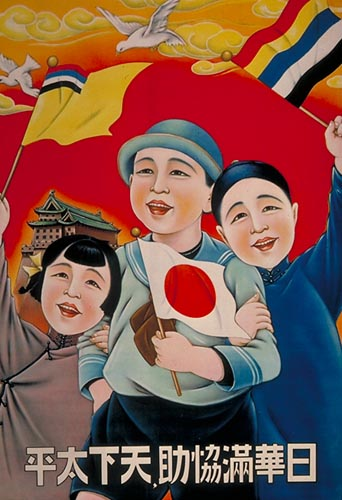
Pòster de Manxukuo promovent 'harmonia entre japonesos, xinesos i manxús. El títol escrit de dreta a esquerra, diu: "Amb l'ajut del Japó, la Xina i Manxukuo, el món pot estar en pau." Les banderes mostrades a la imatge, d'esquerra a dreta: la bandera de Manxukuo;la bandera del Japó; i la bandera de la unió de les cinc races.

La Gran Esfera de Coprosperitat de l'Àsia Oriental (大東亜共栄圏 Dai-tō-a Kyōeiken) fou un concepte desenvolupat i difós durant el Període Shōwa pel govern i les castes militars del Japó Imperial. Representà el desig de crear un bloc de nacions asiàtiques dirigides pels japonesos i lliure de la influència de les potències occidentals. L'esfera es col·lapsà amb la rendició del Japó d'agost del 1945.

## Desenvolupament del concepte
La idea original consistia en un desig idealista d'alliberar el continent de les potències colonials, però prompte, els nacionalistes hi veieren una manera d'obtenir recursos per mantenir el Japó com una potència moderna, i a més, els militaristes veieren en els mateixos recursos com a matèries primeres per a la guerra. Molts japonesos/eses foren convençuts d'allò com quelcom meravellós.
Molts d'ells romangueren convençuts durant tota la guerra que l'Esfera era idealista, oferint eslògans en una competició periodística, desfent-se en elogis a l'esfera pels seus esforços constructius i pacífics. El primer ministre japonès Fumimaro Konoe planejà l'esfera el 1940, per tal de crear una Gran Àsia Oriental, comprenent el Japó, Manxukuo i la Xina, i parts del sud-est asiàtic, que podrien, d'acord amb la propaganda imperial, crear un nou ordre internacional garantint o procurant "coprosperitat" pels països Asiàtics els quals compartirien la pau i la prosperitat, lliures del domini i el colonialisme occidental. Els objectius militars d'aquesta expansió inclourien operacions navals en l'oceà Índic i l'aïllament d'Austràlia. Això permetria posar en pràctica els principis de Hakkō Ichiu.
Aquest fou un dels diversos conceptes i proclames utilitzats en la justificació de l'agressió japonesa al sud-est asiàtic durant la dècada del 1930 fins a la fi de la 2a Guerra Mundial. El terme "Greater East Asia Co-Prosperity Sphere" és de sobres recordat per expressar el control japonès sobre els països ocupats durant la 2a Guerra Mundial, en els quals els governs titella manipularen la població local i la seva economia en benefici del Japó Imperial.
Per combatre les zones proteccionistes del dòlar i la lliura esterlina, els planificadors econòmics japonesos reclamaren el bloc del yen. L'experiment japonès amb aquest imperialisme financer englobà tant les colònies oficials com les semioficials. En el període entre l'any 1895(quan s'annexionà Taiwan) i el 1937(esclat de la Segona Guerra Sinojaponesa), els especialistes monetaris de Tokyo dirigiren i administraren coordinades reformes monetàries en Taiwan a la Manxúria, Corea i les illes perifèriques del Pacífic controlades pels japonesos. Aquestes reformes animaren a fomentar una xarxa de relacions polític-econòmiques. Aquest esforços s'esvaïren en la desfeta de l'esfera d'influència.
Les connotacions negatives que continua mantenint el terme de "Gran Àsia de l'Est" (大東亜) fa que sigui una de les dificultats a les que ha de fer cara la conferència anual d'Àsia de l'Est, iniciada l'any 2005 per discutir la possibilitat d'una comunitat més forta i unida al Llevant Asiàtic.

## Història
Els governs titelles de la segona Guerra Mundial foren instaurats en molts dels territoris ocupats pel Japó, manipulant a la població i posant a disposició del Japó les seves economies i inculcant la idea d'una Àsia unida fora de la influència europea. Propaganda reivindicava que ells havien alliberat aquells països i els havien donat governs propis (un efecte un poc soscavat per aquells governs a causa de la seva total carència de poder de decisió efectiu).
Va ser un concepte d'un ideòleg de l'Exèrcit Imperial Japonès, Hachiro Arita, qui va servir com a Ministeri d'Assumptes Exteriors de 1936 a 1940. "Greater East Asia" (大東亜, Dai-tō-a) era un mot japonès (prohibit a la post-guerra Ocupació) en referència a l'Orient Llunyà Asiàtic. El nou imperi japonès es va presentar com l'equivalent asiàtic de la Doctrina Monroe. Les regions d'Àsia, van dir, eren en l'essencial per al Japó com per als EUA l'Amèrica Llatina. El ministre d'Assumptes exteriors Matsuoka Yosukeva anunciar formalment la idea de l'esfera de CO-Prosperitat l'1 d'agost del 1941 en una roda de premsa, però ja havia existit de diverses maneres durant molts anys. Els dirigents del Japó havien mostrat interès en la idea des de fa temps, en realitat era estendre el poder japonès i obtenir un imperi basat en els models europeus, basat principalment en l'alliberació d'Àsia de l'imperialisme. L'esclat de la 2a Guerra Mundial en Europa, va donar als japonesos l'oportunitat de demanar la retirada del suport de la Xina en nom de lema Àsia pels asiàtics, amb els països europeus incapaços de formular una represàlia efectiva.
Com a part del seu esforç propagandístic formaven part de l'ideari frases com Asia pels asiàtics! i parlaren de la necessitat percebuda d'alliberar els països asiàtics de l'imperialisme occidental. La impossibilitat de guanyar la Segona Guerra Sinojaponesa va ser atribuïda a l'explotació Britànica i dels EUA de les colònies del Sud-est asiàtic, tot i que els xinesos reberen molta més ajuda per part de l'URSS, com els nacionalistes de Chiang Kai-shek reberen armes de l'Alemanya nazi. De vegades, la població local rebia amb els braços oberts les tropes japoneses, deixant de banda el Britànics, Francesos, i altres governs i forces militars. En general, això no obstant, la subseqüent brutalitat i racisme dels japonesos va portar a la població de les àrees ocupades respecte als nous imperialistes de considerar-los com iguals i fins i tot molt pitjors que les antigues potències colonials. El govern japonès dictaren que les economies locals devien ser controlades estrictament per a la producció de matèries primeres indispensables per la guerra, i un membre del gabinet digué: "No hi ha cap mena de restriccions; són possessions enemigues, per tant els podem prendre podem fer el que vulguem."
Una investigació en política global amb base als Yamato (japonesos), un document secret d'alt estat, mostra la posició superior del Japó en la Gran esfera de co-prosperitat, veient com la subordinació dels altres estats no va ser forçada per la guerra, però si eren part de la seva política expressa(ja es volia obtenir des de fa temps). La Xina i altres nacions eren vistes com massa febles i mancades d'unitat interna per tal de tractar-les com iguals. El fulletó Llegeix això i tens guanyada la guerra, escrit per a l'exèrcit japonès, presentava el colonialisme i els seus representants com un petit grup d'explotadors que vivien luxosament a costa dels asiàtics; com els japonesos eren propers als seus germans asiàtics i ells(els asiàtics) s'havien vist afeblits pel colonialisme, era el dret i el deure del Japó de fer-los uns homes de nou.
Des del punt de vista japonès, hi havia una raó principal que estava darrere de la formació de l'Esfera de co-prosperitat i de la guerra contra els aliats: els mercats xinesos. El Japó volia que les seves relacions, de primordial importància, amb els mercats xinesos fossin reconegudes pel govern dels EUA(volien tenir més facilitats en comerciar). Els EUA, reconeixent el potencial econòmic d'eixos mercats, refusà permetre donar-li avantatges al Japó alhora de comerciar amb la Xina. En un intent de donar avantatges al Japó sobre els mercats xinesos, el règim imperial va envair la Xina i més tard creà la Gran Esfera de Coprosperitat de l'Àsia Oriental. Segons el ministre d'Afers Exteriors Shigenori Togo (en el càrrec de 1941 a 1942 i el 1945), el Japó hauria de ser capaç de crear aquesta esfera i emergir com a líder indiscutible de l'Àsia Oriental, essent la Gran esfera un mer nom per anomenar l'Imperi Japonès. Una investigació sobre política global basada en l'ètnia Yamato com a nucli (els japonesos); un document secret japonès publicat en 1943, exposa explícitament la superioritat japonesa sobre les altres ètnies asiàtiques i suggeria que l'esfera era mera propaganda per camuflar les veritables intencions de dominació del continent.

### Conferència de l'Àsia Oriental

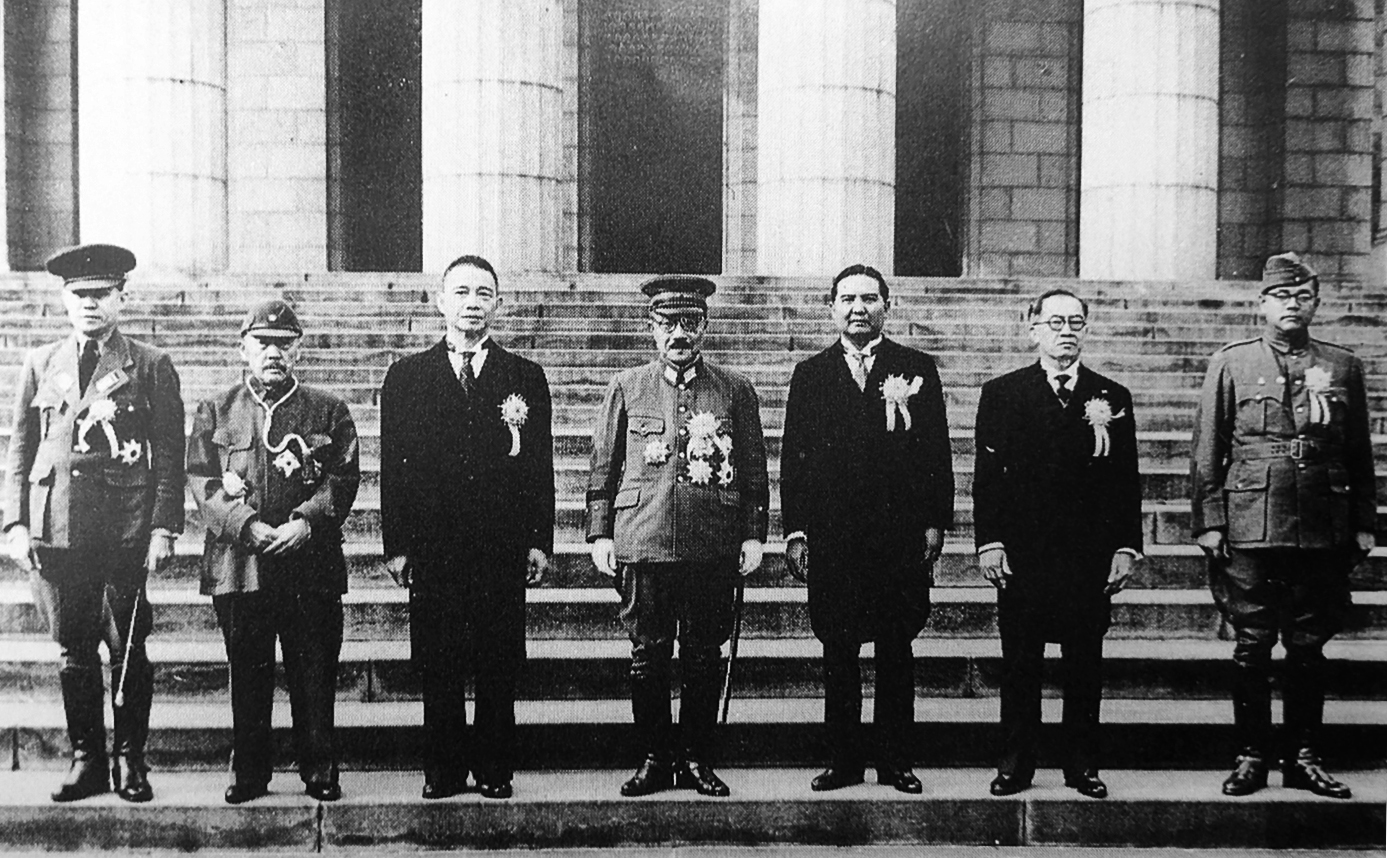
Conferència de l'Àsia Oriental el novembre de 1943, d'esquerra a dreta: Ba Maw, Zhang Jinghui, Wang Jingwei, Hideki Tojo, Wan Waithayakon, José P. Laurel i Subhas Chandra Bose

La Conferència de L'Àsia Oriental (大東亜会議, Dai Toa Kaigi), on participen diversos caps d'estat dels països de l'esfera de coprosperitat té lloc a Tòquio el 5 i 6 de novembre de 1943. Més endavant s'anomenà Conferència de Tòquio. Feren servir l'anglès per comunicar-se entre ells.
Malgrat que no se'n tragué res de profit els japonesos pogueren exposar el compromís de l'imperi japonès amb el pan-asianisme i la seva voluntat d'alliberadors del jou occidental.
Aquests són els dignataris que hi assistiren:
- Hideki Tojo, Primer Ministre del Japó
- Zhang Jinghui, Primer Ministre de Manxukuo
- Wang Jingwei, President del govern nacionalista de la República de la Xina a Nanjing
- Ba Maw, cap d'estat de l'Estat de Birmània
- Subhas Chandra Bose, cap d'estat del govern provisional de l'Índia Lliure (Arzi Hukumat-e-Azad Hind)
- José P. Laurel, President de la Segona República de les Filipines
- Príncep Wan Waithayakon, enviat del Regne de Tailàndia

Tojo els va fer un discurs apel·lant a l'essència espiritual asiàtica contraposada amb la civilització materialista occidental. La reunió es va caracteritzar per l'apel·lació a la solidaritat i la condemna del colonialisme occidental, però sense plans pràctics per al desenvolupament econòmic o la integració. La conferència va elaborar una declaració conjunta promovent la cooperació econòmica i política contra els aliats de la Segona Guerra Mundial.

### Membres de l'Esfera
Els membres de l'Esfera, en el moment de la seva màxima expansió, foren:
- Japó L'imperi japonès amb els seus governs generals
- El Manxukuo. Des del 27 de setembre de 1940.
- Mengjiang, format per les províncies de Chahar i Suiyuan de la Mongòlia Interior .Des del 27 de setembre de 1940.
- República de la Xina-Nanjing (de l'estat titella de Wang Jingwei). Des del 29 de març de 1941.
- Birmània. Des de l'1 d'agost de 1943.
- Illes Filipines. Des del 1942.
- Vietnam. Des de l'11 de març de 1943.
- Regne de Cambodja. Des del 9 de març de 1945.
- Regne de Laos. Des del 1944.
- Azad Hind (“L'Índia Lliure”). Es limitava als territoris hindús que havia conquerit el Japó (Illes Andaman i Nicobar. El govern provisional indi anti-britànic es va establir a Singapur. Des del 1943.
- Regne de Tailàndia Regne de Tailàndia. Des del 21 de desembre de 1941.

### Fallida
L'esfera de la coprosperitat es va ensorrar amb la rendició del Japó davant els aliats el mes d'agost de 1946. Encara que el Japó va tenir èxit en estimular l'anti-occidentalisme a Àsia, l'Esfera no es va materialitzar mai en una Àsia unificada.. El doctor Ba Maw, president de Birmània sota els japonesos, va culpar els militares japonesos:
“els militaristes ho van enfocar tot des d'una perspectiva japonesa i, encara pitjor, van insistir que els altres fessin igual que ells. Només hi havia una manera de fer una cosa, la manera japonesa, només un objectiu i interès, el japonès; només un destí per als països de l'Àsia Oriental, ésser Manxukuos o Corees lligats per sempre al Japó. Aquestes imposicions racials ...van fer virtualment impossible qualsevol enteniment real entre els militaristes japonesos i la gent de la nostre regió”.
En altres paraules la Gran Esfera de Coprosperitat d'Àsia de l'Est no funcionava per a la millora de tots els països sinó per als dels japonesos, i així els japonesos no van poder aconseguir el suport dels països de l'Àsia Oriental. Moviments nacionalistes van aparèixer durant aquest període i aquests grups, en certa manera, van col·laborar ambe els japonesos. No obstant, Willard Elsbree, professor emèrit de Ciències Polítiquess a la Universitat d'Ohio, afirma que el govern japonès i aquests líders nacionalistes no van desenvolupar mai “una veritable unitat d'interessos entre les dues parts, i no va haver cap desesperació incontenible per part dels asiàtics davant la derrota del Japó".
El fracàs del Japó per a comprendre els objectius i interessos dels altres països implicats en la Gran Esfera de coprosperitat va significar una associació dèbil dels països obligats en teoria al Japó, però no en l'esperit. El doctor Ba Maw manté que el Japó podria haver dissenyat un resultat molt diferent si haguessin actuat d'acord amb el principi peremptori d'”asia per als asiàtics”. Argumenta que si el Japó hagués proclamat aquesta màxima al principi i haguessin actuat segons aquesta idea.
“Cap derrota militar hauria manllevat la confiança i gratitud de mitja Àsia o, encara més, hauria significat un gran acord en la recerca d'un nou, gran i vivible lloc en el món de la postguerra cap on Àsia es dirigia amb els seus mitjans”.

## Expansió territorial prevista en l'Esfera de co-prosperitat comuna asiàtica

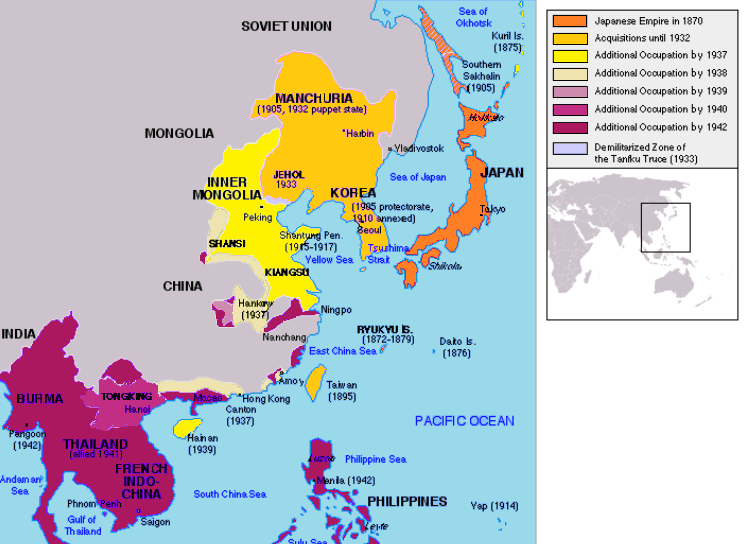
Màxim àrea d'influència nipona l'any 1942

El desembre del 1941 un document detalla l'extensió prevista de la futura esfera d'influència; va ser preparat pel departament de recerca del Ministeri Imperial de la Guerra. Conegut com el dispositiu terrestre d'implantació de l'esfera va ser posat em marxa amb el consentiment i l'acord del Ministre de la guerra (més tard primer ministre) Hideki Tojo. Les conquestes obtingudes en les primeres guerres del Japó contra la Xina, Rússia i Alemanya (primera guerra mundial, primera Guerra Sinojaponesa, Ruso-Japonesa) s'havien conservat i es mantindrien, així com les recentment conquerides grans i importants extensions de la Xina i l'ocupada Indoxina Francesa a més a més dels governs titella establerts de Manxukuo, Mengjiang, i el règim de Wang Jingwei a la Xina ocupada conformarien la base de l'esfera.
Més enllà de les zones existents d'influència japonesa, havia d'englobar la conquesta d'un gran nombre de territoris cobrint virtualment tot Àsia Oriental de l'oceà Pacífic i fins i tot considerables territoris de l'hemisferi oest, incloent llocs tant allunyats del Japó com Sud Amèrica i el Carib oriental. Tot i que l'extensió prevista de l'esfera de co-prosperitat prevista era sensiblement ambiciosa, l'objectiu japonès durant la gran guerra a l'Àsia Oriental no era conquerir tots aquells territoris demarcats en el pla d'un sol cop de mà, més aviat era per preparar una futura guerra decisiva uns 20 anys més tard de la conquesta de les colònies asiàtiques (així com les Filipines) de les derrotades potències europees. Quan en Hideki Tojo exposa el pla a la cambra dels comuns japonesa, fou més aviat vague en les previsions a llarg termini, però insinuà que les Filipines i Burma se'ls hauria de permetre la seva independència, tot i que territoris vitals com Hong Kong haurien de romandre sota domini japonès.
El pla no mencionava ostensiblement de cap menció envers la possibilitat d'expandir la influència i la conquesta de terres de la Unió Soviètica (la Sibèria i l'Orient llunyà rus, demostrant el tractat de no-agressió entre ambdues potències. En qualssevol cas, l'exèrcit imperial havia dissenyat plans militars en cas que la maquinària militar soviètica es col·lapsés de resultes de la guerra contra l'Alemanya Nazi. L'exèrcit havia planejat la hipotètica annexió del nord de Sakhalín i la península de Kamtxatka i l'establiment d'una esfera d'influència que arribés fins al Llac Baikal. Una zona desmilitaritzada d'esmortiment seria creada entre el Llac Baikal i Novossibirsk també s'havia previst. Els japonesos també havien tingut en compte la creació i ampliació d'un estat Malai que incorporés la península de Malàisia i Sumatra; s'anomenaria Mahamalaya ("Gran Malàisia").

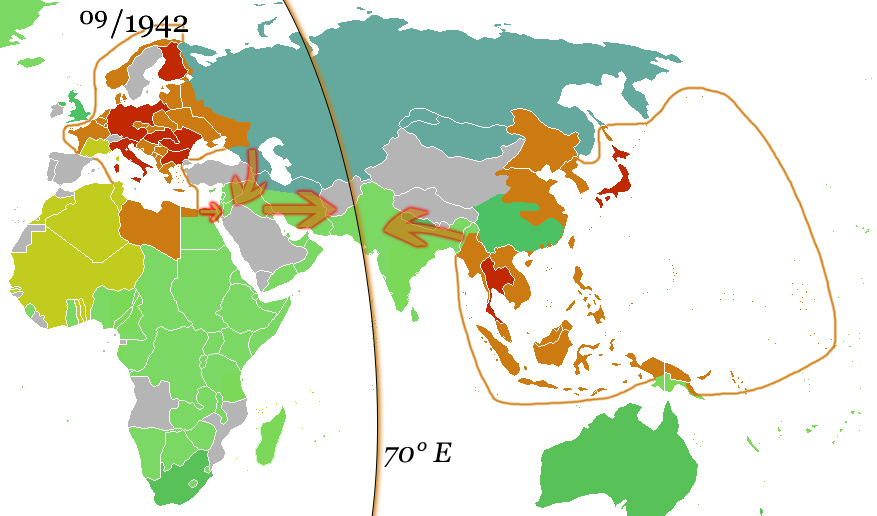
La línia divisòria proposada el gener de 1942 propera al meridià 70° est de longitud que fixava els límits d'Eurasia així com el màxim territori d'influència establert per als japonesos.

En una conferència de les Potències de l'Eix el 18 de gener del 1942, en consideració a la invasió planificada pels Nazis d'envair Iran, va sorgir la idea de crear una línia de demarcació fixada pel meridià 70 graus est de longitud anant cap al sud per l'estuari àrtic del Riu Ob, cap al sud fins just a l'est de Khost a l'Afghanistan i arribant fins a l'oceà Índic just a l'oest de Rajkot a l'índia per incrementar el Lebensraum de l'Alemanya Nazi i el similar spazio vitale zones de la Itàlia feixista a l'oest de la línia o l'imperi del Japó (i l'Esfera de Co-prosperitat) a l'est d'ella després d'una victòria completa sobre la Unió Soviètica per part del Tercer Reich. El pla dividia el futur Imperi Japonés en dos grups diferents. En primer lloc els territoris que formarien part del Japó o sota la seva directa administració i aquells que estarien sota el control d'una sèrie de governs pro-japonesos estats vassalls basats en el model de Manxukuo, els quals serien suposadament membres independents de la Gran aliança de l'Àsia Oriental.

### Territoris governats pel Japó fins al meridià 70 graus est
Imperi del JapóIlles originàries japoneses, incloent les Illes Ryukyu, el sud de Sakhalín i les Illes Kurils, així com Corea.
El territori de Kwangtung (sota concessió)La part meridional de la península de Liaodong.
Governació general de FormosaFormosa (Taiwan), Hong Kong, Macau (sent comprada a Portugal), les illes Paracels, l'illa de Hainan (essent comprada al govern titella de la Xina).
Oficina de governació dels mars del sudGuam, Nauru, l'illa de Banaba, les Illes Gilbert i Wake.
Governació General de la Regió de Melanesia o Governació General del Pacífic SudNova Guinea Britànica, Nova Guinea Australiana, les illes de l'Almirallat, Nova Britànnia, Nova Irlanda, les illes Salomó, l'arxipèlag de Santa Cruz, les Illes Ellice, les illes Fidji, les Noves Hèbrides, Nova Caledònia, les illes Loyauté, i les illes Chesterfield.